# Bob- und Skeleton-Europameisterschaften 2016
Die Bob- und Skeleton-Europameisterschaften 2016, offiziell BMW IBSF European Championship, fanden zwischen dem 5. und 7. Februar 2016 auf dem Olympia Bob Run St. Moritz–Celerina im schweizerischen St. Moritz statt. Die Wettbewerbe im Bob und im Skeleton waren sowohl bei den Männern, als auch bei den Frauen gleichzeitig das siebte von acht Weltcup-Saisonwettbewerben.

## Bob

### Zweierbob Männer
Die einzige für den Weltcup zugelassene Natureisbahn verlangte den Piloten durch ihren nie gleichen Aufbau alles ab und sorgte für einen höchst unterschiedlichen Wettkampfverlauf. Lokalmatador Beat Hefti setzte sich im ersten Lauf an die Spitze, gefolgt von Nico Walther und dem Russen Andrianow. Der nach einer Muskelverletzung genesene Francesco Friedrich kam nur auf dem sechsten Platz ein. Im zweiten Lauf fuhren die beiden Bobs von Nico Walther und Maximilian Arndt Laufbestzeit, konnten Hefti letzten Endes aber nicht mehr gefährden, der damit seinen vierten EM-Titel im Zweierbob feiern konnte. Francesco Friedrich fiel mit der nur achtbesten Laufzeit noch auf Rang sieben zurück. Wegen später bestätigter Verstöße gegen die Anti-Doping-Regeln wurden die Ergebnisse der russischen Piloten Kasjanow und Stulnew annulliert.
Datum: 6. Februar 2016
| Platz   | Bob                                            | Lauf 1 Platz    | Lauf 2 Platz    | Gesamtzeit Rückstand |
| ------- | ---------------------------------------------- | --------------- | --------------- | -------------------- |
| 1       | SchweizBeat Hefti Alex Baumann                 | 1:06,17 1       | 1:06,43 3       | 2:12,60 ±0,00        |
| 2       | DeutschlandNico Walther Christian Poser        | 1:06,49 2       | 1:06,31 1       | 2:12,80 +0,20        |
| 3       | DeutschlandMaximilian Arndt Kevin Kuske        | 1:06,57 4       | 1:06,31 1       | 2:12,88 +0,28        |
| 4       | RusslandMaxim Andrianow Ilja Malych            | 1:06,54 3       | 1:06,51 4       | 2:13,05 +0,45        |
| 5       | LettlandUģis Žaļims Intars Dambis              | 1:06,58 5       | 1:06,58 5       | 2:13,16 +0,56        |
| 6       | LettlandOskars Melbārdis Daumants Dreiškens    | 1:06,64 7       | 1:06,64 6       | 2:13,28 +0,68        |
| 7       | DeutschlandFrancesco Friedrich Thorsten Margis | 1:06,59 6       | 1:06,69 8       | 2:13,28 +0,68        |
| 8       | LettlandOskars Ķibermanis Matīss Miknis        | 1:06,66 8       | 1:06,65 7       | 2:13,31 +0,71        |
| 9       | ÖsterreichBenjamin Maier Markus Sammer         | 1:06,93 13      | 1:06,84 9       | 2:13,77 +1,17        |
| 10      | ItalienSimone Bertazzo Simone Fontana          | 1:06,79 9       | 1:07,01 12      | 2:13,80 +1,20        |
| 11      | SchweizRico Peter Bror van der Zijde           | 1:06,85 12      | 1:06,96 11      | 2:13,81 +1,21        |
| 12      | Vereinigtes KönigreichBrad Hall Ben Simons     | 1:06,93 13      | 1:06,91 10      | 2:13,84 +1,24        |
| 13      | PolenMateusz Luty Grzegorz Kossakowski         | 1:06,82 10      | 1:07,27 13      | 2:14,19 +1,59        |
| 14      | MonacoRudy Rinaldi Boris Vain                  | 1:06,82 10      | 1:07,47 14      | 2:14,29 +1,69        |
| 15      | Vereinigtes KönigreichBruce Tasker Joel Fearon | 1:07,14 15      | –               | 1:07,14              |
| 16      | TschechienDominik Dvořák Dominik Suchý         | 1:07,23 16      | –               | 1:07,23              |
| 17      | TschechienJan Vrba Jakub Havlín                | 1:07,33 17      | –               | 1:07,33              |
| 18      | FrankreichLoïc Costerg Jordan Bytebier         | 1:07,38 18      | –               | 1:07,38              |
| 19      | NiederlandeIvo de Bruin Olaf van der Geest     | 1:07,57 19      | –               | 1:07,57              |
| 20      | NorwegenThomas Heibl Alexander D. Winger       | 1:07,69 20      | –               | 1:07,69              |
| 21      | ÖsterreichLukas Kolb Markus Treichl            | 1:07,92 21      | –               | 1:07,92              |
| DSQ (6) | RusslandAlexander Kasjanow Alexei Puschkarjow  | 1:06,56 DSQ (4) | 1:06,65 DSQ (8) | 2:13,21 +0,61)       |
| DSQ (7) | RusslandAlexei Stulnew Maxim Belugin           | 1:06,64 DSQ (8) | 1:06,62 DSQ (6) | 2:13,26 +0,66        |

### Viererbob Männer
Noch selektiver als im Zweierbob zeigte sich die Natureisbahn bei den großen Schlitten. Zum einen fuhr Maximilian Arndt im ersten Lauf eine Tagesbestzeit, die von keiner Crew auch nur annähernd erreicht wurde. Zum anderen gefährdete Arndt mit der nur sechstbesten Laufzeit im zweiten Durchgang nochmals seinen Titel, da der Österreicher Benjamin Maier Nach Rang fünf im ersten Lauf mit Laufbestzeit im zweiten sich Arndts Gesamtzeit bedrohlich näherte. Am Ende fehlten dem erst 21-jährigen Österreicher ganze 18 Hundertstel für eine faustdicke Überraschung. Aber auch so war EM-Silber für Maier als erste internationale Meisterschaftsmedaille im Seniorenbereich ein großer Erfolg. Fast tragisch war der Rennverlauf für Nico Walther zu nennen. Nach Rang zwei im ersten Lauf reichte es für den Sachsen im zweiten Lauf nur zur achtbesten Zeit. Damit fiel er aus den Medaillenrängen und belegte Rang fünf. Wie schon im Zweierbob wurden die Ergebnisse der russischen Piloten Kasjanow und Stulnew wegen später bestätigter Verstöße gegen die Anti-Doping-Regeln  annulliert.
Datum: 7. Februar 2016
| Platz    | Bob                                                                        | Lauf 1 Platz     | Lauf 2 Platz     | Gesamtzeit Rückstand |
| -------- | -------------------------------------------------------------------------- | ---------------- | ---------------- | -------------------- |
| 1        | DeutschlandMaximilian Arndt Kevin Korona Martin Putze Ben Heber            | 1:05,63 1        | 1:06,25 6        | 2:11,88 ±0,00        |
| 2        | ÖsterreichBenjamin Maier Marco Rangl Markus Sammer Dănuț Moldovan          | 1:06,10 5        | 1:05,96 1        | 2:12,06 +0,18        |
| 3        | LettlandOskars Melbārdis Daumants Dreiškens Arvis Vilkaste Jānis Strenga   | 1:06,00 3        | 1:06,15 3        | 2:12,15 +0,27        |
| 4        | DeutschlandFrancesco Friedrich Candy Bauer Gregor Bermbach Thorsten Margis | 1:06,06 4        | 1:06,18 4        | 2:12,24 +0,36        |
| 5        | DeutschlandNico Walther Marko Hübenbecker Christian Poser Eric Franke      | 1:05,91 2        | 1:06,41 8        | 2:12,32 +0,44        |
| 6        | LettlandOskars Ķibermanis Jānis Jansons Matīss Miknis Vairis Leiboms       | 1:06,27 6        | 1:06,10 2        | 2:12,37 +0,49        |
| 7        | SchweizRico Peter Simon Friedli Thomas Amrhein Fabio Badraun               | 1:06,44 12       | 1:06,23 5        | 2:12,67 +0,79        |
| 8        | TschechienJan Vrba Dominik Suchý Jan Stokláska Jakub Nosek                 | 1:06,29 8        | 1:06,46 10       | 2:12,75 +0,87        |
| 9        | ItalienSimone Bertazzo Simone Fontana Costantino Ughi Francesco Costa      | 1:06,34 9        | 1:06,43 9        | 2:12,78 +0,89        |
| 10       | RusslandNikita Sacharow Juri Selichow Pjotr Moissejew Kirill Antjuch       | 1:06,36 10       | 1:06,51 12       | 2:12,87 +0,99        |
| 11       | LettlandUģis Žaļims Helvijs Lūsis Raivis Zīrups Intars Dambis              | 1:06,56 14       | 1:06,32 7        | 2:12,88 +1,00        |
| 12       | FrankreichLoïc Costerg Yannis Pujar Vincent Castell Jérémie Boutherin      | 1:06,40 11       | 1:06,50 11       | 2:12,90 +1,02        |
| 13       | ÖsterreichLukas Kolb Stefan Laussegger Markus Treichl Franz Esterhammer    | 1:06,28 7        | 1:06,73 15       | 2:13,01 +1,13        |
| 14       | SchweizPius Meyerhans Nikolai Ekimov Marcel Dobler Marius Broening         | 1:06,49 13       | 1:06,57 13       | 2:13,06 +1,18        |
| 15       | Vereinigtes KönigreichJohn Jackson Brad Hall Bruce Tasker Ben Simons       | 1:06,63 15       | 1:06,57 13       | 2:13,20 +1,32        |
| 16       | Vereinigtes KönigreichLamin Deen John Baines Joel Fearon Andrew Matthews   | 1:06,71 16       | –                | 1:06,71              |
| 17       | TschechienDominik Dvořák Jan Šindelář Jaroslav Kopřiva Jakub Havlín        | 1:06,79 17       | –                | 1:06,79              |
| 18       | NorwegenThomas Heibl Korbinian Heibl Andreas Bjugn Alexander D. Winger     | 1:06,92 18       | –                | 1:06,92              |
| 19       | NiederlandeIvo de Bruin David Boonpetch Igor Brink Dennis Veenker          | 1:07,43 19       | –                | 1:07,43              |
| –        | PolenMateusz Luty Jakub Zakrzewski Łukasz Miedzik Grzegorz Kossakowski     | DNS              | –                | DNS                  |
| DSQ (8)  | RusslandAlexander Kasjanow Ilwir Chusin Alexei Puschkarjow Ilja Malych     | 1:06,31 DSQ (9)  | 1:06,43 DSQ (9)  | 2:12,74 +0,86        |
| DSQ (14) | RusslandAlexei Stulnew Maxim Mokroussow Maxim Belugin Ilfat Sadejew        | 1:06,37 DSQ (12) | 1:06,56 DSQ (14) | 2:12,93 +1,05        |

### Zweierbob Frauen
Auch bei den Bobfahrerinnen zeigte sich, wie anspruchsvoll die Natureisbahn war. Während Titelverteidigerin Anja Schneiderheinze schon im ersten Lauf die beste Zeit fuhr, gab es dahinter einen spannenden Kampf um die Medaillen. Christina Hengster, die schon im laufenden Weltcup gute Platzierungen erzielt hatte, lag vor der Belgierin Elfje Willemsen auf dem Silberrang. Willemsen, die auch schon zwei Podestplätze in der laufenden Weltcupsaison aufweisen konnte, schickte sich an, die erste EM-Medaille für Belgien im Bobsport zu erkämpfen. Hinzu kamen aus der deutschen Mannschaft mit Mariama Jamanka und Stephanie Schneider zwei EM-Neulinge an den Lenkseilen. Speziell für Schneider, die im Vorjahr noch als Anschieberin von Stefanie Szczurek EM-Bronze gewonnen hatte, bestanden mit Rang fünf noch reelle Medaillenchancen, und das in ihrem ersten Weltcup-Einsatz als Pilotin. Im zweiten Lauf fuhr Anja Schneiderheinze auf der insgesamt schneller gewordenen Bahn erneut europäische Bestzeit, während Christina Hengster nur die viertbeste Zeit fuhr. Da Stephanie Schneider der Österreicherin  drei Zehntel abnahm, belegte sie am Ende mit nur zwei Hundertstel Vorsprung den dritten Platz vor Hengster. Die Belgierin Willemsen fuhr die zweitbeste europäische Laufzeit und gewann mit Silber die erste EM-Medaille für Belgien im Bobsport.
Datum: 6. Februar 2016
| Platz | Bob                                                | Lauf 1 Platz | Lauf 2 Platz | Gesamtzeit Rückstand |
| ----- | -------------------------------------------------- | ------------ | ------------ | -------------------- |
| 1     | DeutschlandAnja Schneiderheinze Annika Drazek      | 1:08,74 1    | 1:08,17 1    | 2:16,91 ±0,00        |
| 2     | BelgienElfje Willemsen Sophie Vercruyssen          | 1:09,10 3    | 1:08,29 2    | 2:17,39 +0,48        |
| 3     | DeutschlandStephanie Schneider Lisa Marie Buckwitz | 1:09,33 5    | 1:08,35 3    | 2:17,68 +0,77        |
| 4     | ÖsterreichChristina Hengster Sanne Dekker          | 1:09,05 2    | 1:08,65 4    | 2:17,70 +0,79        |
| 5     | RusslandAlexandra Rodionowa Julija Schokschujewa   | 1:09,19 4    | 1:08,70 5    | 2:17,89 +0,98        |
| 6     | DeutschlandMariama Jamanka Franziska Bertels       | 1:09,59 7    | 1:08,98 6    | 2:18,57 +1,66        |
| 7     | ÖsterreichKatrin Beierl Victoria Hahn              | 1:09,54 6    | 1:09,48 10   | 2:19,02 +2,11        |
| 7     | Vereinigtes KönigreichMica McNeill Natalie Deratt  | 1:09,90 9    | 1:09,12 7    | 2:19,02 +2,11        |
| 9     | RumänienMaria Adela Constantin Andreea Grecu       | 1:09,75 8    | 1:09,45 9    | 2:19,20 +2,29        |
| 10    | BelgienAn Vannieuwenhuyse Nel Paulissen            | 1:10,24 10   | 1:09,82 11   | 2:20,06 +3,15        |
| 11    | RusslandNadeschda Sergejewa Julija Belomestnych    | 1:10,85 11   | 1:09,25 8    | 2:20,10 +3,19        |

## Skeleton
Bei den Frauen gewann Janine Flock zum zweiten Mal nach 2014 den Titel vor der Weltcup-Führenden Tina Hermann sowie Marina Gilardoni, die beide ihre ersten Medaillen bei Europameisterschaften gewannen. Bei den Männern gewannen die Brüder Martins und Tomass Dukurs zeitgleich die Goldmedaille. Für Martins war dies der siebte Titel in Serie, für Tomass hingegen der erste nach zwei Silber- und drei Bronzemedaillen. Auf den dritten Rang fuhr Nikita Tregubow, der sein erstes EM-Edelmetall gewann.
Die Zahlen in den Klammern hinter den Namen geben die Platzierungen beim gleichzeitig gewerteten Weltcuprennen an, an dem auch Nichteuropäer teilnahmen. Die Zahlen bei den Laufzeiten beziehen sich dagegen auf die EM-Wertung.

### Frauen
| Platz | Sportlerin             | Land                   | Laufzeiten                | Zeit          |
| ----- | ---------------------- | ---------------------- | ------------------------- | ------------- |
| 1     | Janine Flock (1)       | Österreich             | 1:11,55 (3) 1:10,94 (2)   | 2:22,49       |
| 2     | Tina Hermann (2)       | Deutschland            | 1:11,52 (2) 1:11,05 (3)   | 2:22,57 +0,08 |
| 3     | Marina Gilardoni (3)   | Schweiz                | 1:12,16 (7) 1:10,42 (1)   | 2:22,58 +0,09 |
| 4     | Jacqueline Lölling (4) | Deutschland            | 1:11,46 (1) 1:11,13 (4)   | 2:22,59 +0,10 |
| 5     | Laura Deas (5)         | Vereinigtes Königreich | 1:11,66 (4) 1:11,21 (5)   | 2:22,87 +0,38 |
| 6     | Joska Le Conté (7)     | Niederlande            | 1:12,09 (6) 1:11,27 (6)   | 2:23,36 +0,87 |
| 7     | Lelde Priedulēna (10)  | Lettland               | 1:12,21 (8) 1:11,30 (7)   | 2:23,51 +1,02 |
| 8     | Jelena Nikitina (12)   | Russland               | 1:12,05 (5) 1:11,72 (9)   | 2:23,77 +1,28 |
| 9     | Sophia Griebel (13)    | Deutschland            | 1:12,24 (9) 1:11,61 (8)   | 2:23,85 +1,36 |
| 10    | Donna Creighton (15)   | Vereinigtes Königreich | 1:12,59 (11) 1:12,02 (10) | 2:24,61 +2,12 |
| 11    | Carina Mair (16)       | Österreich             | 1:12,52 (10) 1:12,31 (11) | 2:24,83 +2,34 |
| 12    | Julija Kanakina (17)   | Russland               | 1:12,69 (13) 1:12,45 (12) | 2:25,14 +2,65 |
| 13    | Marija Orlowa (18)     | Russland               | 1:12,81 (14) 1:12,71 (13) | 2:25,52 +3,03 |
| 14    | Kim Meylemans (19)     | Belgien                | 1:12,68 (12) 1:12,97 (14) | 2:25,65 +3,16 |
| 15    | María Montejano        | Spanien                | 1:13,55 (15)              | 1:13,55       |

Datum: 5. Februar 2016

Am Start waren 21 Athletinnen, von denen 15 in die EM-Wertung eingingen.
 María Montejano nahm lediglich am EM-Rennen und nicht am Weltcup teil.

### Männer
| Platz | Sportler                   | Land                   | Laufzeiten                | Zeit          |
| ----- | -------------------------- | ---------------------- | ------------------------- | ------------- |
| 1     | Martins Dukurs (2)         | Lettland               | 1:09,28 (1) 1:09,05 (2)   | 2:18,33       |
| 1     | Tomass Dukurs (2)          | Lettland               | 1:09,29 (2) 1:09,04 (1)   | 2:18,33       |
| 3     | Nikita Tregubow (4)        | Russland               | 1:09,54 (3) 1:09,31 (3)   | 2:18,85 +0,52 |
| 4     | Alexander Tretjakow (5)    | Russland               | 1:09,87 (4) 1:09,49 (4)   | 2:19,36 +1,03 |
| 5     | Kilian von Schleinitz (6)  | Deutschland            | 1:10,49 (10) 1:09,57 (5)  | 2:20,06 +1,73 |
| 6     | Michael Zachrau (7)        | Deutschland            | 1:10,44 (8) 1:09,79 (6)   | 2:20,23 +1,90 |
| 7     | Axel Jungk (8)             | Deutschland            | 1:10,38 (7) 1:09,88 (7)   | 2:20,26 +1,93 |
| 8     | Dominic Parsons (11)       | Vereinigtes Königreich | 1:10,03 (5) 1:10,46 (10)  | 2:20,49 +2,16 |
| 9     | Pawel Kulikow (12)         | Russland               | 1:10,24 (6) 1:10,26 (8)   | 2:20,50 +2,17 |
| 10    | Mattia Gaspari (14)        | Italien                | 1:10,47 (9) 1:10,43 (9)   | 2:20,90 +2,57 |
| 11    | Raphael Maier (17)         | Österreich             | 1:10,62 (11) 1:10,47 (11) | 2:21,09 +2,76 |
| 12    | Ronald Auderset (19)       | Schweiz                | 1:10,95 (13) 1:10,67 (12) | 2:21,62 +3,29 |
| 13    | Matthias Guggenberger (20) | Österreich             | 1:10,79 (12) 1:11,01 (13) | 2:21,80 +3,47 |
| 14    | Marco Rohrer (21)          | Schweiz                | 1:11,00 (14)              | 1:11,00       |
| 15    | Ander Mirambell (22)       | Spanien                | 1:11,05 (15)              | 1:11,05       |
| 16    | Kenny Howard (23)          | Vereinigtes Königreich | 1:11,08 (16)              | 1:11,08       |
| 17    | David Swift (24)           | Vereinigtes Königreich | 1:11,12 (17)              | 1:11,12       |
| 18    | Joseph Cecchini (26)       | Italien                | 1:12,53 (18)              | 1:12,53       |
| 19    | Kaylan Vescoli             | Niederlande            | 1:14,16 (19)              | 1:14,16       |
| 20    | Denis Lorenčič             | Slowenien              | 1:15,69 (20)              | 1:15,69       |

Datum: 5. Februar 2016

Am Start waren 28 Athleten, von denen 20 in die EM-Wertung eingingen.
 Kaylan Vescoli und  Denis Lorenčič nahmen lediglich am EM-Rennen und nicht am Weltcup teil.

## Medaillenspiegel
| Platz | Nation      | Gold | Silber | Bronze |
| ----- | ----------- | ---- | ------ | ------ |
| 1     | Deutschland | 2    | 2      | 2      |
| 2     | Lettland    | 2    | 0      | 1      |
| 3     | Österreich  | 1    | 1      | 0      |
| 4     | Schweiz     | 1    | 0      | 1      |
| 5     | Belgien     | 0    | 1      | 0      |
| 6     | Russland    | 0    | 0      | 1      |